# Snelste ronde

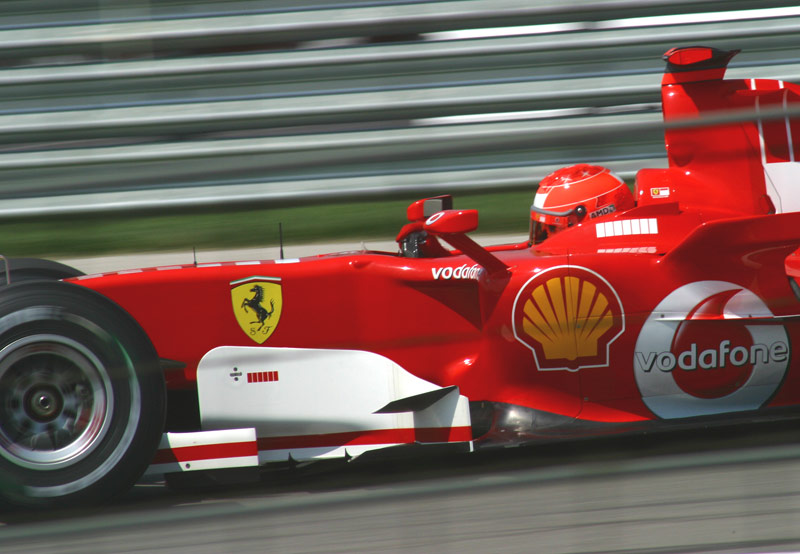
Michael Schumacher, recordhouder in de Formule 1 van meest aantal gereden snelste ronden.

De snelste ronde is een term uit de auto- en motorsport. Met de term wordt hoofdzakelijk bedoeld de snelste ronde die een coureur reed tijdens een race en dat van het hele deelnemersveld, dus niet de persoonlijke snelst gereden ronde en niet de snelste ronden die worden gereden tijdens vrije trainingsritten of tijdens de kwalificaties. Vaak worden bij race-uitslagen naast de winnaar, ook de winnaar van de poleposition en de rijder die de snelste ronde in de race reed, aangegeven. In sommige raceklassen worden er extra kampioenschapspunten verdiend met het rijden van de snelste ronde in de race, zoals onder meer in de GP2 Series en de Formule 1.
Het recordaantal gereden snelste ronden in de race in de Formule 1 staat op naam van Michael Schumacher met 77. Het record in de verschillende voormalige en huidige raceklassen uit het wereldkampioenschap wegrace staat op naam van Giacomo Agostini met 117. Op een tweede plaats staat Valentino Rossi met 86 snelste ronden waarvan 49 in de MotoGP en de voormalige 500cc klasse.
In de Verenigde Staten wordt minder belang gehecht aan de snelste ronde in de race, maar wordt veel belang gehecht aan de rijder die tijdens de race de meeste ronden aan de leiding reed. In de NASCAR en de IndyCar Series zijn voor dit laatste extra kampioenschapspunten te verdienen.